# Сокирко Микола Васильович
Мико́ла Васи́льович Соки́рко (нар. 25 жовтня 1956, с. Довжок, Ямпільський район, Вінницька область) — український політик. Народний депутат України 4-го та 5-го скликань.

## Освіта
У 1983 році закінчив Вінницький державний педагогічний інститут за фахом учитель української мови і літератури. Також закінчив Одеську державну національну юридичну академію за фахом юрист.

## Кар'єра
- 1973-1975 — учень Вінницького ТУ № 1.
- 1975 — слюсар-складальник Вінницького заводу радіотехнічної апаратури.
- Листопад 1975-1977 — служба в армії.
- 1978-1983 — студент філологічного факультету Вінницького державного педагогічного інституту.
- З 1983 — учитель української мови і літератури, директор Довжоцької середньої школи.
- З грудня 1997 — директор сільськогосподарського ТОВ «Передовик» села Довжок.

Був членом Політради партії «Солідарність». Член Ради НС «Наша Україна», голова Вінницької обласної організації (03.2005-07.2007).
Народний депутат України 5-го скликання 04.2006-11.2007 від Блоку «Наша Україна», № 75 в списку. На час виборів: народний депутат України, член НСНУ. Член Комітету з питань транспорту і зв'язку (з 07.2006), член фракції Блоку «Наша Україна» (з 04.2006).
Народний депутат України 4-го скликання 04.2002-04.2006, виборчій округ № 17, Вінницька область, висунутий Виборчім блоком політичних партій "Блок Віктора Ющенка «Наша Україна». За 28.57 %, 13 суперників. На час виборів: директор сільськогосподарського ТОВ «Передовик» (село Довжок Ямпільського району Вінницької області), безпартійний. Член фракції «Наша Україна» (з 05.2002), член Комітету з питань аграрної політики та земельних відносин (з 06.2002).